# Лялин, Олег Леонидович
Оле́г Леони́дович Ля́лин (1903, Санкт-Петербург — 1974, Ленинград) — советский архитектор-художник, член Союза архитекторов СССР, яркий представитель конструктивизма.
Работал в Ленинграде (Санкт-Петербурге) в тридцатых — пятидесятых годах XX века.
Автор первого советского спорткомплекса «Динамо», художник промышленной графики и педагог.

## Биография
Отец — Леонид Михайлович Лялин, крупный учёный, профессор Ленинградского политехнического института. Мать — Надежда Порфирьевна.
Олег Леонидович Лялин учился на Архитектурном факультете Высшего художественно-технического института — (ВХУТЕИН)а, так называлась в тридцатые годы Академия художеств.
Наставниками архитектора были известные академики: Л. Н. Бенуа, И. А. Фомин, В. А. Щуко и профессора: в первые годы — Э. Е. Шталберг и впоследствии — В. Г. Гельфрейх.
Диплом архитектора О. Л. Лялин получил в 1926 году.
В первые годы после окончания института О. Л. Лялин работал как соавтор со своим бывшим преподавателем — действительным членом Академии архитектуры СССР, профессором Львом Владимировичем Рудневым.

## Основные работы
- Здание профилактория Кировского (Московско-Нарвского) района в Ленинграде, 1927 год, (конкурс; 1-я премия, архитекторы О. Л. Лялин и Л. В. Руднев)
- Разработка новых шрифтов для полиграфической промышленности, 1927 год
- Горячепрокатный цех завода «Красный гвоздильщик» в Ленинграде (1927), всесоюзный конкурс, соавтор И. И. Фомин, инженер В. Г. Щировский
- Украшение моста Равенства (Троицкого моста) к 10-летию Октябрьской революции (1927), соавтор И. И. Фомин
- Больница в Канавине (1929) всесоюзный конкурс, 3-я премия, соавтор Е. Н. Рахманина
- Понижающая подстанция Абразивного завода «Ильич» в Ленинграде (1929)
- Интерьер и оборудование выставки бытовых электроприборов треста «Электроток» (1929)
- Универмаг и общественная столовая поселка Сясьского Целлюлозно-бумажного комбината (Сясьстрой) (1930)
- В 1930 году разработал логотип Государственной Кондитерской Фабрики им. К. Самойловой (конкурс, 1-я премия), логотип применялся более 30-ти лет
- Профилакторий Московско-Нарвского района Ленинграда, 1928-1933 годы, (руководитель коллектива Л. В. Руднев, архитекторы О. Л. Лялин и И. И. Фомин)[2][3] памятник архитектуры (вновь выявленный объект)[4]
- Жилой массив сотрудников ВМА, Боткинская улица (Ленинград), дом 15, архитекторы Л. В. Руднев и О. Л. Лялин, (1930—1935)
- Спортивный комплекс «Динамо» (1925—1934 гг.), архитекторы О. Л. Лялин и Я. О. Свирский. На этом стадионе, в осаждённом Ленинграде, в мае 1942 года состоялся легендарный футбольный матч[5][6]. В память об этом событии на пропилеях стадиона установлена мемориальная доска.
 памятник архитектуры (вновь выявленный объект)[4]
- Здание ресторана «Грелка» (1929 г.), проспект Динамо, д. 44, архитекторы О. Л. Лялин и Я. О. Свирский, при участии И. Е. Рожина, Ю. В. Мухаринского, Ю. В. Щуко  памятник архитектуры (вновь выявленный объект)[4]
- Здание тира спортивного общества «Динамо», (1929 г.), проспект Динамо, д. 44, архитекторы О. Л. Лялин и Я. О. Свирский. памятник архитектуры (вновь выявленный объект)[4]
- Профилакторий Невского района Ленинграда (1928—1930 гг.), Проспект Елизарова, д. 32. Арх.: О. Л. Лялин, Л. В. Руднев, Е. А. Левинсон, Я. О. Свирский[7][8].  памятник архитектуры (вновь выявленный объект)[4]
- ВИЭМ (Всесоюзный институт экспериментальной медицины), архитекторы Л. В. Руднев и О. Л. Лялин, 1932 год.
- Реконструкция фасада Большого Гостиного Двора, 1944-1947 год[9].
- Создание новой композиции Центрального фронтона Большого Гостиного Двора (1948 г.).
- Конкурсный проект на памятник Академику архитектуры И. А. Фомину, 1939 год[10].
- Проекты маскировки зданий от авиационных бомбардировок, (Смольного, Таврического Дворца, Адмиралтейства и Хлебозаводов Ленинграда), 1941—1943 годы[11].

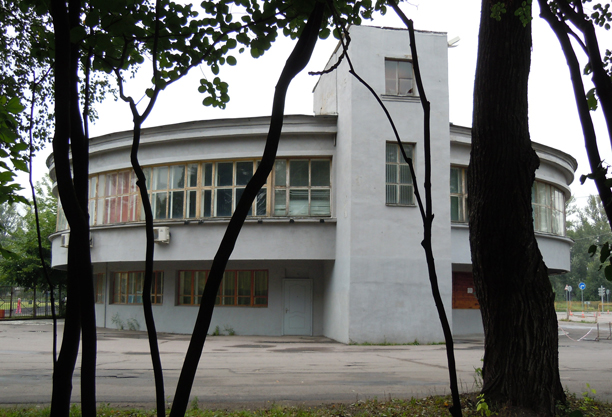
Один из корпусов стадиона «Динамо», (1925—1934), фотография 2010 года
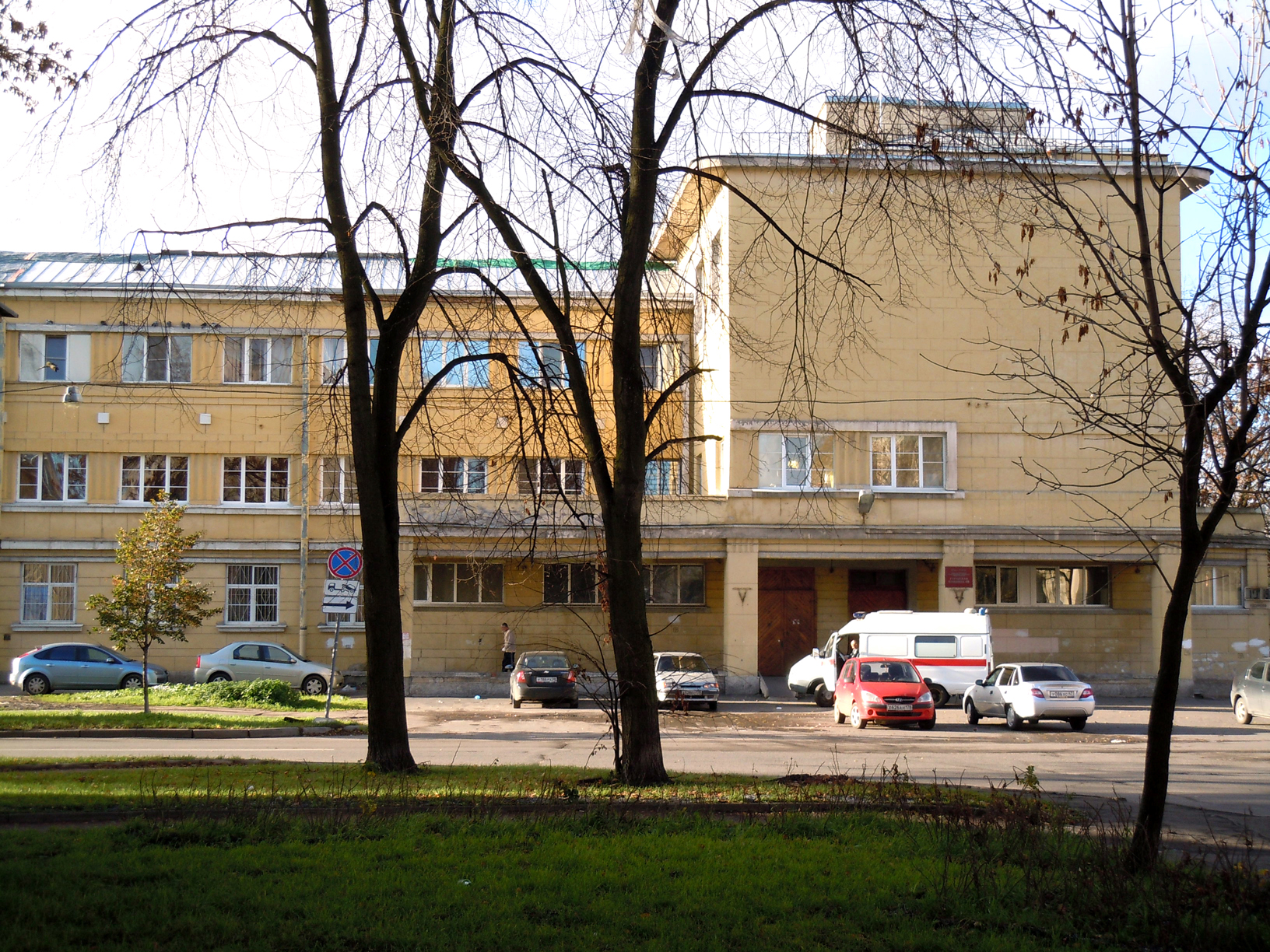
Профилакторий Кировского района (1927), архитекторы: О. Л. Лялин, Л. В. Руднев и др., фото: 2012 года
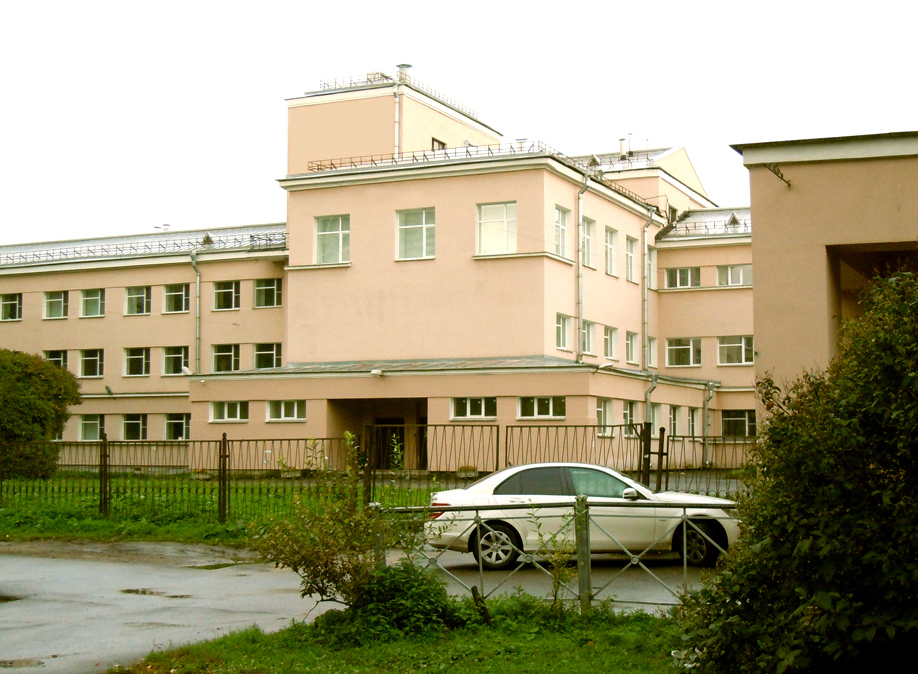
Профилакторий Невского района Ленинграда, (1928—1930) гг., архитекторы: О. Л. Лялин, Л. В. Руднев и др.
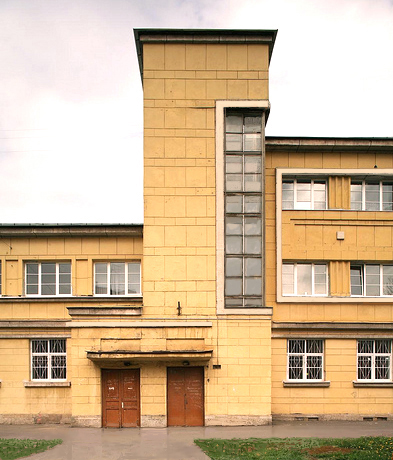
Профилакторий Московско-Нарвского района. 1928-1933 годы.

## Педагогическая деятельность
Олег Леонидович Лялин вёл курс композиции в ЛВХПУ имени В. И. Мухиной, в котором работал с первых дней воссоздания этого художественного института, вместе с такими известными ленинградскими архитекторами, как В. А. Кирхоглани, М. А. Шепилевский, И. А. Вакс, Л. Н. Линдрот, Л. С. Катонин, Я. Н. Лукин и В. С. Васильковский. Историю искусства и архитектуры в ЛВХПУ в то время преподавали М. Э. Гизе и П. Е. Корнилов.
Ученики профессора Лялина — известные российские художники, дизайнеры-проектировщики и архитекторы:
- Олег Арнольд — руководитель Первого Бюро судовой архитектуры, создавал дизайн и проектировал интерьеры первого в мире Атомного ледокола «Ленин»[12];
- Валентин Ситкин — дизайнер крупнейших в мире плавучих баз, таких как «Восток»[13];
- Владимир Лукьянов — автор Обелиска «Городу-герою Ленинграду», архитектор первых мобильных комплексов для районов Арктики, Сибири и Крайнего Севера[14];
- Вячеслав Михайленко — художник-иконописец, хорошо известный в России и на протяжении многих лет обучающий этому искусству в стране и за рубежом[15];
- Владимир Ховралёв — главный художник Санкт-Петербургского Большого Театра Кукол, Заслуженный деятель искусств Российской Федерации[16].

## См. также

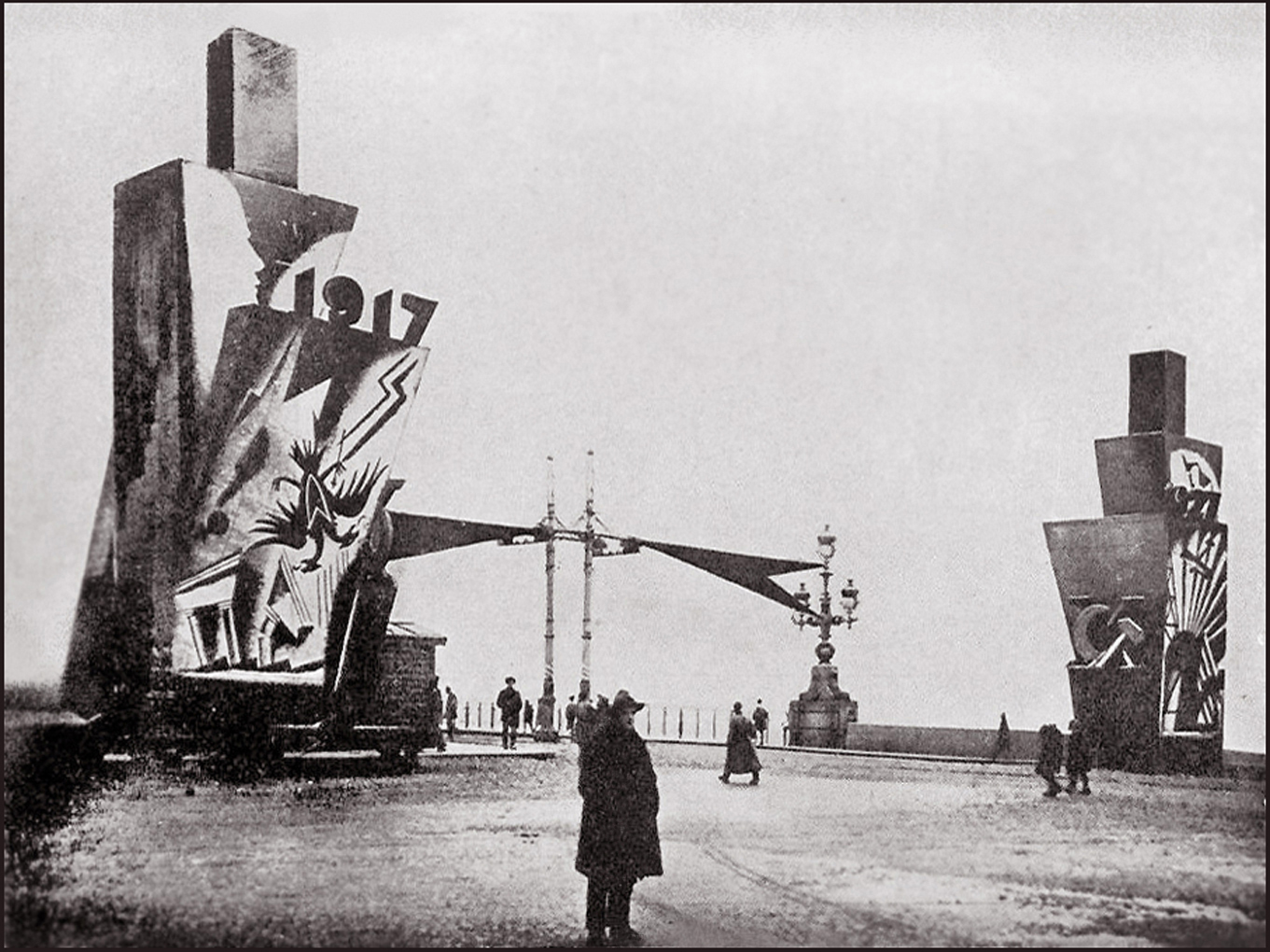
Украшение моста Равенства к 10-летию Октября. 1927 год